# 울산여자상업고등학교
울산여자상업고등학교(蔚山女子商業高等學校)는 대한민국 울산광역시 남구 신정동에 있는 공립 고등학교이다.

## 학교 연혁
- 1962년 12월 31일 : 울산여자상업고등학교 설립인가(6학급)
- 1963년 3월 5일 : 개교(학교법인 울산육영회 울산시 중구 학성동 379번지)
- 1975년 11월 21일 : 학급 증설인가(30학급)
- 1978년 3월 1일 : 산업체 특별학급 설치인가(3학급)
- 1982년 3월 1일 : 공립학교로 전환
- 1999년 3월 16일 : 운동장 잔디밭 조성
- 2007년 6월 28일 : 특성화고등학교 지정·고시
- 2008년 3월 1일 : 학급 편성인가(관광경영과 9, 국제금융과 9, 유통마케팅과 9, 행정사무과 9, 특수학급 1, 총 37학급)
- 2011년 12월 22일 : 창포사격장 개관
- 2018년 3월 2일 : 학과개편(관광경영과, 금융사무과, 회계사무과)
- 2024년 3월 1일 : 제23대 하해용 교장 취임
- 2024년 12월 30일 : 제60회 졸업식 졸업생 204명(총 27,716명)
- 2025년 3월 10일 : 제63회 입학식(신입생 182명) 관광경영과(68명), 금융사무과(60명), 회계사무과(54명)

## 설치 학과
- 관광경영과
- 금융사무과
- 회계사무과

## 참고 자료
- 울산여자상업고등학교 - 한국교육학술정보원 학교알리미